# Павлівка (місцевість Харкова)
Павлівка — історичний район Харкова між річкою Лопань і вулицею Клочківською.

## Історія

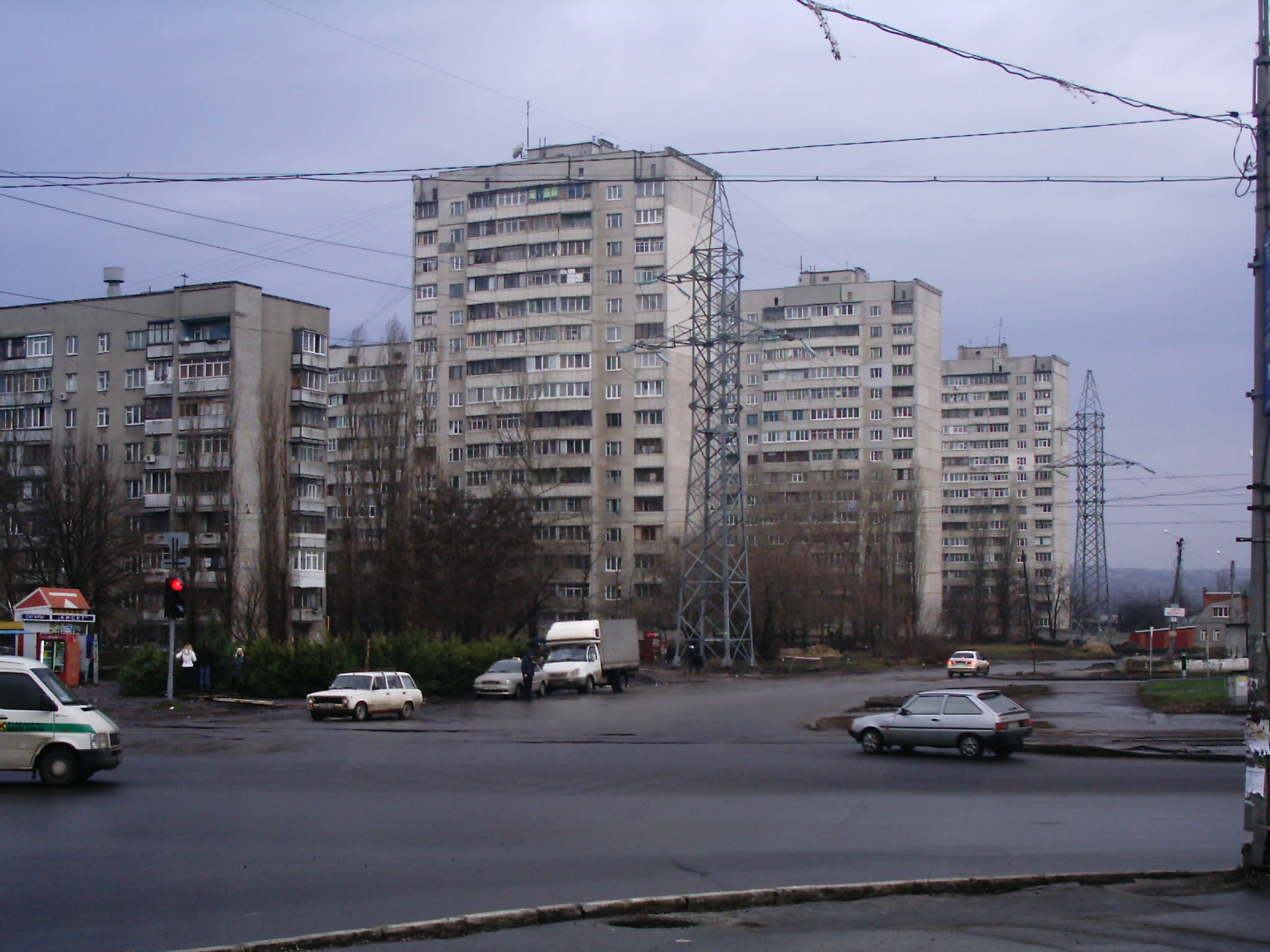
Вулиця Семена Кузнеця на Павлівці

В кінці ХІХ століття ці землі належали харківській поміщиці Мігриній, що здавала їх в оренду болгарським городникам. Так тривало до 1900 року, коли землемір Іван Степанович Іванов запропонував Мігриній розділити землю на ділянки й продати під будівництво будинків; Мігрина погодилась. Іванов склав план району, накреслив нові вулиці, яким він дав назви. Одну з них було названо на честь поміщиці Мігринською (в 1930-ті перейменовано в Сухумську). Сам же Іванов, купивши велику ділянку землі, побудував будинок, що зберігся дотепер.
В новому районі селилися не дуже багаті люди — інтелігенція, міщани, селяни, що прибували до Харкова на роботу. Впереміш виникали хороші будинки й мазанки.
Після Другої світової війни сюди селилися ветерани, наділені землею. Район розвивався, поки в 1960-ті роки не потрапив у зону реконструкції. Було накладено заборону на будь-яке нове будівництво, капітальний ремонт та доброустрій будинків. Частину мешканців переселили в панельні будинки на околицях.